# Pont de la Vierge noire
De Pont de la Vierge noire of Vieux pont de Seyssel is een 19e-eeuwse hangbrug over de Rhône tussen de Franse zustergemeenten Seyssel (Haute-Savoie) en Seyssel (Ain).